# Tournoi des Six Nations 2008
Cet article traite de l'épreuve masculine. Pour la compétition féminine, voir Tournoi des Six Nations féminin 2008.
Navigation
Tournoi 2007 Tournoi 2009
Le tournoi des Six Nations 2008 se déroule du 2 février au 15 mars 2008. C'est le premier tournoi disputé après la coupe du monde 2007 qui a été remportée par l'Afrique du Sud aux dépens de l'Angleterre en finale. Le crunch (match entre la France et l'Angleterre) se déroule cette année au Stade de France, alors que l'Irlande évolue pour la deuxième année consécutive à Croke Park. La compétition se déroule comme chaque année avec cinq journées disputées en février et mars. Chacune des Six Nations participantes affronte toutes les autres, soit un total de quinze matchs disputés. Trois équipes ont l'avantage de jouer à domicile, mais cet avantage change à chaque édition. Si une équipe gagne ses cinq matchs, elle remporte le grand chelem en plus du titre de champion d'Europe.
Le pays de Galles a remporté le Tournoi 2008 en réalisant le Grand chelem pour la 10e fois. Il a remporté aussi la triple couronne, ayant battu successivement l'Angleterre, l'Écosse et l'Irlande.

## Classement final
| Rang | Nation         | J | V | N | D | Pm  | Pe  | Diff | Pts |
| ---- | -------------- | - | - | - | - | --- | --- | ---- | --- |
| 1    | Pays de Galles | 5 | 5 | 0 | 0 | 148 | 66  | +82  | 10  |
| 2    | Angleterre     | 5 | 3 | 0 | 2 | 108 | 83  | +25  | 6   |
| 3    | France (T)     | 5 | 3 | 0 | 2 | 103 | 93  | +10  | 6   |
| 4    | Irlande        | 5 | 2 | 0 | 3 | 93  | 99  | -6   | 4   |
| 5    | Écosse         | 5 | 1 | 0 | 4 | 69  | 123 | -54  | 2   |
| 6    | Italie         | 5 | 1 | 0 | 4 | 74  | 131 | -57  | 2   |

|  | Vainqueur du tournoi (no 1). |
|  | T, tenant du titre 2007.     |

Attribution des points : Deux points sont attribués pour une victoire, un point pour un match nul, aucun point en cas de défaite.
Règles de classement : 1. point ; 2. différence de points de matchs ; 3. nombre d'essais marqués ; 4. titre partagé.

## Acteurs du tournoi des Six Nations

Participants au tournoi des Six Nations.

### Joueurs

#### Angleterre
| Entraîneur | Entraîneur             | Brian Ashton                                                                                |
| Avants     | Pilier                 | Jason Hobson, Tim Payne, Andrew Sheridan, Matt Stevens, Phil Vickery                        |
| Avants     | Talonneur              | George Chuter, Lee Mears, Mark Regan                                                        |
| Avants     | Deuxième ligne         | Steve Borthwick, Louis Deacon, Ben Kay, Simon Shaw                                          |
| Avants     | Troisième ligne aile   | Tom Croft, James Haskell, Michael Lipman, Magnus Lund, Lewis Moody, Tom Rees, Joe Worsley   |
| Avants     | Troisième ligne centre | Nick Easter, Luke Narraway                                                                  |
| Arrières   | Demi de mêlée          | Danny Care, Lee Dickson, Andy Gomarsall, Paul Hodgson, Peter Richards, Richard Wigglesworth |
| Arrières   | Demi d'ouverture       | Danny Cipriani, Shane Geraghty, Charlie Hodgson, Jonny Wilkinson                            |
| Arrières   | Centre                 | Toby Flood, Jamie Noon, Mathew Tait, Mike Tindall                                           |
| Arrières   | Ailier                 | Paul Sackey, James Simpson-Daniel, David Strettle, Lesley Vainikolo                         |
| Arrières   | Arrière                | Iain Balshaw, Mark Cueto                                                                    |

#### Écosse
| Entraîneur | Entraîneur             | Frank Hadden                                                                                       |
| Avants     | Pilier                 | Alasdair Dickinson, Bruce Douglas, Allan Jacobsen, Gavin Kerr, Moray Low, Euan Murray, Craig Smith |
| Avants     | Talonneur              | Ross Ford, Dougie Hall, Scott Lawson, Fergus Thomson                                               |
| Avants     | Deuxième ligne         | Jim Hamilton, Nathan Hines, Alastair Kellock, Scott MacLeod, Scott Murray                          |
| Avants     | Troisième ligne aile   | John Barclay, Kelly Brown, Ross Rennie, Alasdair Strokosch, Jason White                            |
| Avants     | Troisième ligne centre | Johnnie Beattie, David Callam, Simon Taylor                                                        |
| Arrières   | Demi de mêlée          | Mike Blair, Chris Cusiter, Rory Lawson                                                             |
| Arrières   | Demi d'ouverture       | Phil Godman, Calum MacRae, Dan Parks                                                               |
| Arrières   | Centre                 | Ben Cairns, Nick De Luca, Rob Dewey, Andrew Henderson, Graeme Morrison                             |
| Arrières   | Ailier                 | Simon Danielli, Thom Evans, Chris Paterson, Nikki Walker, Simon Webster                            |
| Arrières   | Arrière                | Rory Lamont, Hugo Southwell                                                                        |

#### France
| Entraîneur | Entraîneur             | Marc Lièvremont                                                                            |
| Avants     | Pilier                 | Fabien Barcella, Julien Brugnaut, Lionel Faure, Nicolas Mas, Jean-Baptiste Poux            |
| Avants     | Talonneur              | Guilhem Guirado, William Servat, Dimitri Szarzewski                                        |
| Avants     | Deuxième ligne         | Loïc Jacquet, Arnaud Méla, Romain Millo-Chluski, Lionel Nallet , Pascal Papé, Jérôme Thion |
| Avants     | Troisième ligne aile   | Julien Bonnaire, Ibrahim Diarra, Thierry Dusautoir, Fulgence Ouedraogo                     |
| Avants     | Troisième ligne centre | Imanol Harinordoquy, Louis Picamoles, Elvis Vermeulen                                      |
| Arrières   | Demi de mêlée          | Jean-Baptiste Élissalde, Morgan Parra, Julien Tomas, Dimitri Yachvili                      |
| Arrières   | Demi d'ouverture       | David Skrela, François Trinh-Duc                                                           |
| Arrières   | Centre                 | Yann David, Florian Fritz, Yannick Jauzion, David Marty, Damien Traille                    |
| Arrières   | Ailier                 | Vincent Clerc, Julien Malzieu, Aurélien Rougerie                                           |
| Arrières   | Arrière                | Anthony Floch, Cédric Heymans, Clément Poitrenaud                                          |

#### Galles
| Entraîneur | Entraîneur             | Warren Gatland                                        |
| Avants     | Pilier                 | Gethin Jenkins, Adam Jones, Duncan Jones, Rhys Thomas |
| Avants     | Talonneur              | Huw Bennett, Matthew Rees, Gareth Williams            |
| Avants     | Deuxième ligne         | Ian Evans, Ian Gough, Alun Wyn Jones, Deiniol Jones   |
| Avants     | Troisième ligne aile   | Robin Sowden-Taylor, Jonathan Thomas, Martyn Williams |
| Avants     | Troisième ligne centre | Gareth Delve, Ryan Jones , Alix Popham                |
| Arrières   | Demi de mêlée          | Gareth Cooper, Dwayne Peel, Mike Phillips             |
| Arrières   | Demi d'ouverture       | James Hook, Stephen Jones                             |
| Arrières   | Centre                 | Gavin Henson, Sonny Parker, Tom Shanklin              |
| Arrières   | Ailier                 | Tom James, Mark Jones, Shane Williams                 |
| Arrières   | Arrière                | Lee Byrne, Jamie Roberts                              |

#### Irlande
| Entraîneur | Entraîneur             | Eddie O'Sullivan                                                                  |
| Avants     | Pilier                 | Tony Buckley, John Hayes, Cian Healy, Marcus Horan                                |
| Avants     | Talonneur              | Rory Best, Jerry Flannery, Bernard Jackman                                        |
| Avants     | Deuxième ligne         | Leo Cullen, Donncha O'Callaghan, Paul O'Connell, Mick O'Driscoll, Malcolm O'Kelly |
| Avants     | Troisième ligne aile   | Neil Best, Simon Easterby, Johnny O'Connor, Alan Quinlan, David Wallace           |
| Avants     | Troisième ligne centre | Jamie Heaslip, Denis Leamy                                                        |
| Arrières   | Demi de mêlée          | Eoin Reddan, Peter Stringer                                                       |
| Arrières   | Demi d'ouverture       | Ronan O'Gara, Jonathan Sexton, Paddy Wallace                                      |
| Arrières   | Centre                 | Gordon D'Arcy, Gavin Duffy, Brian O'Driscoll , Andrew Trimble                     |
| Arrières   | Ailier                 | Tommy Bowe, Luke Fitzgerald, Shane Horgan, Rob Kearney                            |
| Arrières   | Arrière                | Girvan Dempsey, Geordan Murphy                                                    |

#### Italie
| Entraîneur | Entraîneur             | Nick Mallett                                                                                        |
| Avants     | Pilier                 | Martin Castrogiovanni, Lorenzo Cittadini, Andrea Lo Cicero, Carlos Nieto, Salvatore Perugini        |
| Avants     | Talonneur              | Carlo Festuccia, Leonardo Ghiraldini, Fabio Ongaro                                                  |
| Avants     | Deuxième ligne         | Marco Bortolami, Carlo Del Fava, Santiago Dellapè, Antonio Pavanello, Tommaso Reato                 |
| Avants     | Troisième ligne aile   | Robert Barbieri, Mauro Bergamasco, Josh Sole, Alessandro Zanni                                      |
| Avants     | Troisième ligne centre | Jaco Erasmus, Sergio Parisse                                                                        |
| Arrières   | Demi de mêlée          | Pablo Canavosio, Simon Picone, Pietro Travagli                                                      |
| Arrières   | Demi d'ouverture       | Paolo Buso, Andrea Masi, Ramiro Pez                                                                 |
| Arrières   | Centre                 | Mirco Bergamasco, Gonzalo Canale, Denis Dallan, Enrico Patrizio                                     |
| Arrières   | Ailier                 | Alessio Galante, Ezio Galon, Ludovico Nitoglia, Matteo Pratichetti, Kaine Robertson, Alberto Sgarbi |
| Arrières   | Arrière                | David Bortolussi, Andrea Marcato                                                                    |

## Les matchs
Les heures sont en heure locale ; UTC dans les îles Britanniques, CEST en France et en Italie.
Première journée
| Le 2 février à 14h00 : | Irlande    | 16 - 11 | Italie         |
| Le 2 février à 16h30 : | Angleterre | 19 - 26 | Pays de Galles |
| Le 3 février à 15h00 : | Écosse     | 6 - 27  | France         |

Deuxième journée
| Le 9 février à 14h00 :  | Pays de Galles | 30 - 15 | Écosse     |
| Le 9 février à 17h00 :  | France         | 26 - 21 | Irlande    |
| Le 10 février à 14h30 : | Italie         | 19 - 23 | Angleterre |

Troisième journée
| Le 23 février à 15h00 :                    | Pays de Galles | 47 - 8  | Italie     |
| Le 23 février à 17h00 : (Centenary Quaich) | Irlande        | 34 - 13 | Écosse     |
| Le 23 février à 21h00 : (Le Crunch)        | France         | 13 - 24 | Angleterre |

Quatrième journée
| Le 8 mars à 13h15 :                     | Irlande | 12 - 16 | Pays de Galles |
| Le 8 mars à 15h15 : (Calcutta Cup)      | Écosse  | 15 - 9  | Angleterre     |
| Le 9 mars à 16h00 : (Trophée Garibaldi) | France  | 25 - 13 | Italie         |

Cinquième journée
| Le 15 mars à 13h00 :                     | Italie         | 23 - 20 | Écosse  |
| Le 15 mars à 15h00 : (Millennium Trophy) | Angleterre     | 33 - 10 | Irlande |
| Le 15 mars à 17h00 :                     | Pays de Galles | 29 - 12 | France  |

## Meilleurs marqueurs d'essais
| Nom                   | Essais | Equipe         |
| --------------------- | ------ | -------------- |
| Shane Williams        | 6      | Pays de Galles |
| Vincent Clerc         | 5      | France         |
| Lee Byrne             | 3      | Pays de Galles |
| Paul Sackey           | 3      | Angleterre     |
| Tommy Bowe            | 2      | Irlande        |
| Martin Castrogiovanni | 2      | Italie         |
| Toby Flood            | 2      | Angleterre     |
| David Wallace         | 2      | Irlande        |

## Meilleurs marqueurs de points
| 1 | Jonny Wilkinson | 50 | Angleterre     |
| 2 | Ronan O'Gara    | 48 | Irlande        |
| 3 | James Hook      | 44 | Pays de Galles |
| - | Stephen Jones   | 44 | Pays de Galles |
| 5 | Chris Paterson  | 42 | Écosse         |

## Contexte
L'édition 2008 débute quelque peu dans l'inconnu, car les changements sont nombreux au sein des fédérations et des équipes techniques après la coupe du monde 2007.
L'Italie choisit le sélectionneur sud-africain Nick Mallett pour remplacer Pierre Berbizier à la tête d'une équipe qui perd plusieurs joueurs cadres après la coupe du monde. La France, sans quatre de ses joueurs partis en retraite internationale, est dirigée par Marc Lièvremont au poste de sélectionneur, associé à Émile Ntamack et Didier Retière. Ces derniers choisissent un groupe inédit avec de nombreux jeunes qui débutent dans le Tournoi. Le pays de Galles, qui est éliminé en poules de la coupe du monde 2007, a choisi le Néo-Zélandais Warren Gatland comme sélectionneur. L'Irlande, l'Angleterre et l'Écosse ont par contre choisi la continuité en conservant leurs entraîneurs respectifs Eddie O'Sullivan, Brian Ashton et Frank Hadden.

## Première journée

### Irlande - Italie
Résultat
| Équipes            | Irlande - Italie                                                                              |
| Score              | 16-11 (10-3)                                                                                  |
| Date               | 2 février 2008                                                                                |
| Stade              | Croke Park, Dublin                                                                            |
| Arbitre            | Jonathan Kaplan                                                                               |
| Évolution du score | 3-0, 10-0, 10-3, 13-3, 13-8, 16-8, 16-11                                                      |
| Irlande            | 1 essai de Dempsey (18e) 1 transformation d’O’Gara (19e) 3 pénalités d’O’Gara (12e, 57e, 65e) |
| Italie             | 1 essai de Castrogiovanni (60e) 2 pénalités de Bortolussi (38e, 69e)                          |

Résumé
Un essai en force du pack italien répond à un essai marqué par les trois-quarts irlandais. La différence au score est faite par l’ouvreur irlandais O’Gara qui a eu plus de réussite que l’arrière italien Bortolucci.
Composition des équipes
- Irlande[2]
  - Titulaires : 15 Girvan Dempsey, 14 Andrew Trimble, 13 Brian O’Driscoll (cap.), 12 Gordon D’Arcy, 11 Geordan Murphy, 10 Ronan O’Gara, 9 Eoin Reddan, 8 Denis Leamy, 7 David Wallace, 6 Simon Easterby, 5 Malcolm O’Kelly, 4 Donncha O’Callaghan, 3 John Hayes, 2 Rory Best, 1 Marcus Horan
  - Remplaçants : 16 Bernard Jackman, 17 Tony Buckley, 18 Mick O’Driscoll, 19 Jamie Heaslip, 20 Peter Stringer, 21 Paddy Wallace, 22 Rob Kearney
  - Entraîneur : Eddie O’Sullivan

Brian O’Driscoll obtient sa 80e sélection à l’occasion de ce match.
- Italie[3]
  - Titulaires : 15 David Bortolussi, 14 Kaine Robertson, 13 Gonzalo Canale, 12 Mirco Bergamasco, 11 Pablo Canavosio, 10 Andrea Masi, 9 Pietro Travagli, 8 Mauro Bergamasco, 7 Sergio Parisse, 6 Josh Sole, 5 Carlo Antonio Del Fava, 4 Santiago Dellapè, 3 Martin Castrogiovanni, 2 Leonardo Ghiraldini, 1 Andrea Lo Cicero
  - Remplaçants : 16 Carlo Festuccia, 17 Salvatore Perugini, 18 Carlos Nieto, 19 Tommaso Reato, 20 Alessandro Zanni, 21 Andrea Marcato, 22 Ezio Galon
  - Entraîneur : Nick Mallett

### Angleterre - Galles
Résultat
| Équipes            | Angleterre - Pays de Galles                                                                                                   |
| Score              | 19-26 (16-6) |
| Date               | 2 février 2008 |
| Stade              | Stade de Twickenham, Londres                                                                                                  |
| Arbitre            | Craig Joubert |
| Évolution du score | 3-0, 3-3, 6-3, 9-3, 16-3, 16-6, 19-6, 19-9, 19-12, 19-19, 19-26                                                               |
| Angleterre         | 1 essai de Flood (22e) 1 transformation de Wilkinson (23e) 1 drop de Wilkinson (17e) 3 pénalités de Wilkinson (1re, 11e, 45e) |
| Galles             | 2 essais de Byrne (67e) et Philipps (69e) 2 transformations de Hook (68e, 70e) 4 pénalités de Hook (3e, 34e, 57e, 63e)        |

Résumé
Les Anglais dominent la 1re mi-temps, marquant leur seul essai du match par Flood. La seconde mi-temps est largement dominée par les Gallois qui marquent deux essais en deux minutes par Byrne et Philipps. Les deux transformations réussies par James Hook permettent alors aux Gallois de mener par 26 à 19 à la 70e minute, score qui restera inchangé jusqu'à la fin du match. C'est la première victoire des Gallois à Twickenham depuis 1988.
Composition des équipes
- Angleterre[5]
  - Titulaires : 15 Iain Balshaw, 14 Paul Sackey, 13 Mike Tindall, 12 Toby Flood, 11 David Strettle, 10 Jonny Wilkinson, 9 Andy Gomarsall, 8 Luke Narraway, 7 Lewis Moody, 6 James Haskell, 5 Steve Borthwick, 4 Simon Shaw, 3 Phil Vickery (cap.), 2 Mark Regan, 1 Andrew Sheridan
  - Remplaçants : 16 Lee Mears, 17 Matt Stevens, 18 Ben Kay, 19 Tom Rees, 20 Richard Wigglesworth, 21 Danny Cipriani, 22 Lesley Vainikolo
  - Entraîneur : Brian Ashton

Ashton fait débuter Luke Narraway, le no 8 de Gloucester.
- Pays de Galles[6]
  - Titulaires :15 Lee Byrne, 14 Shane Williams, 13 Sonny Parker, 12 Gavin Henson, 11 Mark Jones, 10 James Hook, 9 Mike Phillips, 8 Ryan Jones (cap.), 7 Martyn Williams, 6 Jonathan Thomas, 5 Ian Gough, 4 Alun Wyn Jones, 3 Duncan Jones, 2 Huw Bennett, 1 Adam Jones
  - Remplaçants : 16 Matthew Rees, 17 Gethin Jenkins, 18 Ian Evans, 19 Alix Popham, 20 Gareth Cooper, 21 Stephen Jones, 22 Tom Shanklin
  - Entraîneur : Warren Gatland

Treize joueurs titulaires évoluent avec les Ospreys dans la Celtic League et en coupe d’Europe.

### Écosse - France
Résultat
| Équipes            | Écosse - France |
| Score              | 6 -27 (6-17) |
| Date               | 3 février 2008 |
| Stade              | Murrayfield Stadium, Édimbourg |
| Arbitre            | Alain Rolland |
| Évolution du score | 3-0, 3-7, 3-10, 3-17, 6-17, 6-20, 6-27                                                                                                 |
| Écosse             | 1 drop de Parks (4e) 1 pénalité de Parks (30e)                                                                                         |
| France             | 3 essais de Clerc (12e, 64e) et Malzieu (22e) 3 transformations d’Élissalde (13e, 23e), Skrela (65e) 2 pénalités de Traille (17e, 54e) |

Résumé
Les Français mènent par 17 à 6 à la mi-temps grâce à un jeu offensif ponctué par deux essais de Vincent Clerc et Julien Malzieu. L’écart au score pourrait être plus large si Jean-Baptiste Élissalde connaissait plus de réussite : il manque deux pénalités. L’équipe de France domine la seconde mi-temps avec une mêlée plus conquérante après les entrées de Nicolas Mas et Dimitri Szarzewski. Clerc réalise un doublé en inscrivant le troisième essai français à la 64e minute. Les Français s’imposent par 27 à 6.
Composition des équipes
- Écosse[8]
  - Titulaires : 15 Rory Lamont, 14 Nikki Walker, 13 Nick De Luca, 12 Andrew Henderson, 11 Simon Webster, 10 Dan Parks, 9 Mike Blair, 7 John Barclay, 8 Dave Callam, 6 Jason White (cap.), 5 James Hamilton, 4 Nathan Hines, 3 Euan Murray, 2 Ross Ford, 1 Allan Jacobsen
  - Remplaçants : 16 Fergus Thomson, 17 Gavin Kerr, 18 Scott MacLeod, 19 Kelly Brown, 20 Chris Cusiter, 21 Chris Paterson, 22 Hugo Southwell
  - Entraîneur : Frank Hadden
- France[9]
  - Titulaires : 15 Cédric Heymans, 14 Vincent Clerc, 13 David Marty, 12 Damien Traille, 11 Julien Malzieu, 10 François Trinh-Duc, 9 Jean-Baptiste Élissalde, 8 Elvis Vermeulen, 7 Thierry Dusautoir, 6 Fulgence Ouedraogo, 5 Loïc Jacquet, 4 Lionel Nallet (cap.), 3 Julien Brugnaut, 2 William Servat, 1 Lionel Faure
  - Remplaçants : 16 Nicolas Mas, 17 Dimitri Szarzewski, 18 Arnaud Méla, 19 Julien Bonnaire, 20 Morgan Parra, 21 David Skrela, 22 Aurélien Rougerie
  - Entraîneur : Marc Lièvremont

Florian Fritz était initialement prévu en no 12, il s’est fracturé le péroné de la jambe droite lors d’un entraînement de l’équipe de France, il est remplacé par David Marty. Fritz est indisponible pour toute la durée du Tournoi.
Plusieurs joueurs débutent en équipe de France : Arnaud Méla, Morgan Parra, Julien Malzieu, François Trinh-Duc, Julien Brugnaut et Lionel Faure. Loïc Jacquet mais aussi Thierry Dusautoir et Fulgence Ouedraogo font leurs débuts dans le Tournoi des Six Nations.

## Deuxième journée

### Galles - Écosse
Résultat
| Équipes            | Pays de Galles - Écosse |
| Score              | 30-15 (10-6) |
| Date               | 9 février 2008 |
| Stade              | Millennium Stadium, Cardiff |
| Arbitre            | Bryce Lawrence |
| Évolution du score | 0-3, 7-3, 10-3, 10-6, 10-9, 17-9, 17-12, 17-15, 20-15, 27-15, 30-15                                                                             |
| Galles             | 3 essais de S.Williams (12e, 67e), Hook (46e) 3 transformations de Hook (12e, 47e), S.Jones (67e) 3 pénalités de Hook (29e), S.Jones (64e, 71e) |
| Écosse             | 5 pénalités de Paterson (9e, 32e, 43e, 51e, 56e)                                                                                                |

Résumé
La première mi-temps est à l'avantage des Gallois qui mènent 10-6 grâce à un essai de Shane Williams. Les Gallois n'ont pas profité de l'expulsion temporaire de Nathan Hines pour brutalité à la 15e minute. La seconde mi-temps voit une nette domination des Gallois qui marquent deux essais supplémentaires par James Hook et Shane Williams et l'emportent sur le score de 30 à 15.
Composition des équipes
- Pays de Galles[11]
  - Titulaires : 15 Lee Byrne, 14 Jamie Roberts, 13 Tom Shanklin, 12 Gavin Henson, 11 Shane Williams, 10 James Hook, 9 Mike Phillips, 8 Ryan Jones (cap.), 7 Martyn Williams, 6 Jonathan Thomas, 5 Ian Evans, 4 Ian Gough, 3 Adam Jones, 2 Huw Bennett, 1 Duncan Jones
  - Remplaçants : 16 Matthew Rees, 17 Gethin Jenkins, 18 Deiniol Jones, 19 Gareth Delve, 20 Dwayne Peel, 21 Stephen Jones, 22 Sonny Parker
  - Entraîneur : Warren Gatland

Alun Wyn Jones étant blessé, Ian Evans fait sa rentrée en deuxième ligne. Tom Shanklin et Jamie Roberts remplacent Sonny Parker et Mark Jones.
- Écosse[12]
  - Titulaires : 15 Chris Paterson, 14 Nikki Walker, 13 Nick De Luca, 12 Andrew Henderson, 11 Simon Webster, 10 Dan Parks, 9 Mike Blair, 7 John Barclay, 8 Kelly Brown, 6 Jason White, 5 Jim Hamilton, 4 Nathan Hines, 3 Euan Murray, 2 Ross Ford, 1 Allan Jacobsen
  - Remplaçants : 16 Fergus Thomson, 17 Gavin Kerr, 18 Scott MacLeod, 19 Allister Hogg, 20 Chris Cusiter, 21 Graeme Morrison, 22 Hugo Southwell
  - Entraîneur : Frank Hadden

Chris Paterson fait sa rentrée à l'arrière à la place de Rory Lamont. Kelly Brown remplace David Callam au poste de no 8.

### France - Irlande
Résultat
| Équipes            | France - Irlande |
| Score              | 26- 21 (19-6) |
| Date               | 9 février 2008 |
| Stade              | Stade de France, Saint-Denis                                                                                             |
| Arbitre            | Nigel Owens |
| Évolution du score | 7-0, 7-3, 12-3, 12-6, 19-6, 26-6, 26-13, 26-18, 26-21                                                                    |
| France             | 4 essais de Clerc (14e, 18e, 36e) et Heymans (48e) 3 transformations d’Élissalde (15e, 37e, 49e)                         |
| Irlande            | 1 essai de pénalité (57e), 1 essai de Wallace (61e) 1 transformation d’O’Gara (57e) 3 pénalités d’O’Gara (17e, 29e, 74e) |

Résumé
Trois essais de Vincent Clerc permettent aux Français de mener par 19 à 6 à la mi-temps, alors que la domination territoriale était plutôt irlandaise. Les Français creusent l’écart en début de deuxième mi-temps avec un quatrième essai marqué par Heymans, puis les Irlandais dominent et reviennent au score en marquant deux essais (dont un de pénalité). Le pack français est dominé par les avants irlandais après les remplacements de Dimitri Szarzewski et de Lionel Faure. Les Français l’emportent cependant par 26 à 21.
Vincent Clerc réussit le coup du chapeau alors qu’il ne devait pas initialement être titulaire pour cette rencontre. Sa titularisation fut consécutive au forfait de Julien Malzieu.
Composition des équipes
- France[14]
  - Titulaires : 15 Cédric Heymans, 14 Aurélien Rougerie, 13 David Marty, 12 Damien Traille, 11 Vincent Clerc, 10 David Skrela, 9 Jean-Baptiste Élissalde, 8 Julien Bonnaire, 7 Thierry Dusautoir, 6 Fulgence Ouedraogo, 5 Lionel Nallet, 4 Arnaud Méla, 3 Nicolas Mas, 2 Dimitri Szarzewski, 1 Lionel Faure
  - Remplaçants : 16 William Servat, 17 Julien Brugnaut, 18 Loïc Jacquet, 19 Louis Picamoles, 20 Morgan Parra, 21 François Trinh-Duc, 22 Anthony Floch
  - Entraîneur : Marc Lièvremont

Par rapport à l’équipe qui avait commencé le premier match, David Skréla, Julien Bonnaire, Arnaud Méla, Nicolas Mas et Dimitri Szarzewski remplacent respectivement François Trinh-Duc, Elvis Vermeulen (blessé), Loïc Jacquet, Julien Brugnaut et William Servat. Aurélien Rougerie est titulaire, il prend la place de Vincent Clerc en no 14 qui lui-même remplace Julien Malzieu, forfait pour blessure.
- Irlande[15]
  - Titulaires : 15 Girvan Dempsey, 14 Geordan Murphy, 13 Brian O’Driscoll (cap.), 12 Andrew Trimble, 11 Rob Kearney, 10 Ronan O’Gara, 9 Eoin Reddan, 8 David Wallace, 7 Jamie Heaslip, 6 Denis Leamy, 5 Malcolm O’Kelly, 4 Donncha O’Callaghan, 3 John Hayes, 2 Bernard Jackman, 1 Marcus Horan
  - Remplaçants : 16 Rory Best, 17 Tony Buckley, 18 Mick O’Driscoll, 19 Simon Easterby, 20 Peter Stringer, 21 Paddy Wallace, 22  Shane Horgan
  - Entraîneur : Eddie O’Sullivan

Bernard Jackman, Jamie Heaslip et Rob Kearney débutent comme titulaires à la place de Rory Best, Simon Easterby et Gordon D’Arcy.

### Italie - Angleterre
Résultat
| Équipes            | Italie - Angleterre |
| Score              | 19 - 23 (6-20) |
| Date               | 10 février 2008 |
| Stade              | Stade Flaminio, Rome                                                                                                   |
| Arbitre            | Alain Rolland |
| Évolution du score | 0-7, 3-7, 6-7, 6-14, 6-17, 6-20, 9-20, 12-20, 12-23, 19-23                                                             |
| Italie             | 1 essai de Picone (75e) 1 transformation de Bortolussi (76e) 4 pénalités de Bortolussi (5e, 12e, 44e, 55e)             |
| Angleterre         | 2 essais de Sackey (3e), Flood (15e) 2 transformations de Wilkinson (4e, 16e) 3 pénalités de Wilkinson (31e, 37e, 59e) |

Résumé
Les Anglais mènent nettement à la mi-temps (20-6), ayant marqué deux essais en contre par Paul Sackey et Toby Flood. Les Italiens marquent le seul essai de la seconde mi-temps et terminent à quatre points des Anglais (19-23). En transformant le 2e essai anglais, Jonny Wilkinson marque son 1000e point avec le maillot de la Rose.
Composition des équipes
- Italie[16]
  - Titulaires : 15 David Bortolussi, 14 Kaine Robertson, 13 Gonzalo Canale, 12 Mirco Bergamasco, 11 Ezio Galon, 10 Andrea Masi, 9 Pietro Travagli, 8 Sergio Parisse (cap.), 7 Mauro Bergamasco, 6 Josh Sole, 5 Carlo Antonio Del Fava, 4 Santiago Dellapè, 3 Martin Castrogiovanni, 2 Leonardo Ghiraldini, 1 Andrea Lo Cicero
  - Remplaçants : 16 Carlo Festuccia, 17 Salvatore Perugini, 18 Carlos Nieto, 19 Alessandro Zanni, 20 Simon Picone, 21 Andrea Marcato, 22 Alberto Sgarbi
  - Entraîneur : Nick Mallett

Un seul changement dans l'équipe d'italie où Ezio Galon remplace Pablo Canavosio qui est blessé.
- Angleterre[17]
  - Titulaires : 15 Iain Balshaw, 14 Paul Sackey, 13 Jamie Noon, 12 Toby Flood, 11 Lesley Vainikolo, 10 Jonny Wilkinson, 9 Andy Gomarsall, 8 Nick Easter, 7 Michael Lipman, 6 James Haskell, 5 Steve Borthwick, 4 Simon Shaw, 3 Matt Stevens, 2 Mark Regan, 1 Tim Payne
  - Remplaçants : 16 Lee Mears, 17 Jason Hobson, 18 Ben Kay, 19 Luke Narraway, 20 Richard Wigglesworth, 21 Danny Cipriani, 22 Mathew Tait
  - Entraîneur : Brian Ashton

Tim Payne, Jamie Noon, Nick Easter, Michael Lipman remplacent respectivement Andrew Sheridan, Mike Tindall, Luke Narraway et Lewis Moody. Le pilier et capitaine Phil Vickery, qui était initialement prévu comme titulaire, est blessé et doit être remplacé par Matt Stevens. Ce dernier est remplacé par Jason Hobson sur le banc des remplaçants.

## Troisième journée

### Galles - Italie
Résultat
| Équipes            | Pays de Galles - Italie |
| Score              | 47-8 (13-8) |
| Date               | 23 février 2008 |
| Stade              | Millennium Stadium, Cardiff |
| Arbitre            | Dave Pearson |
| Évolution du score | 3-0, 6-0, 6-5, 13-5, 13-8, 20-8, 23-8, 26-8, 33-8, 40-8, 47-8 |
| Galles             | 5 essais de Byrne (28e, 68e), Shanklin (42e), S.Williams (57e, 74e) 5 transformations de S.Jones (29e, 42e, 58e), Hook (69e, 75e) 4 pénalités de S.Jones (4e, 10e, 47e, 49e) |
| Italie             | 1 essai de Castrogiovanni (12e) 1 pénalité de Marcato (40+2e) |

Résumé

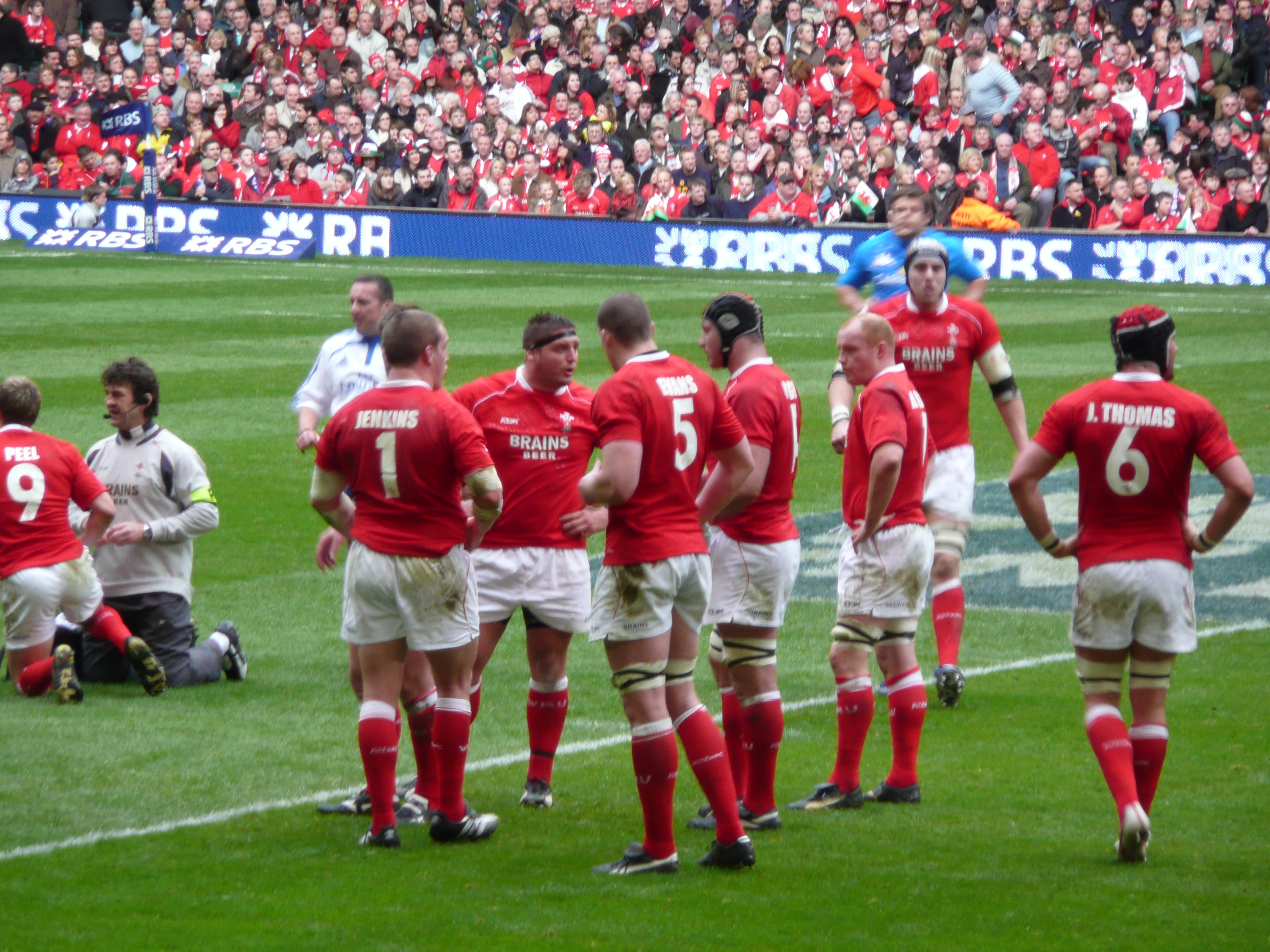
Joueurs Gallois pendant le match contre l'Italie

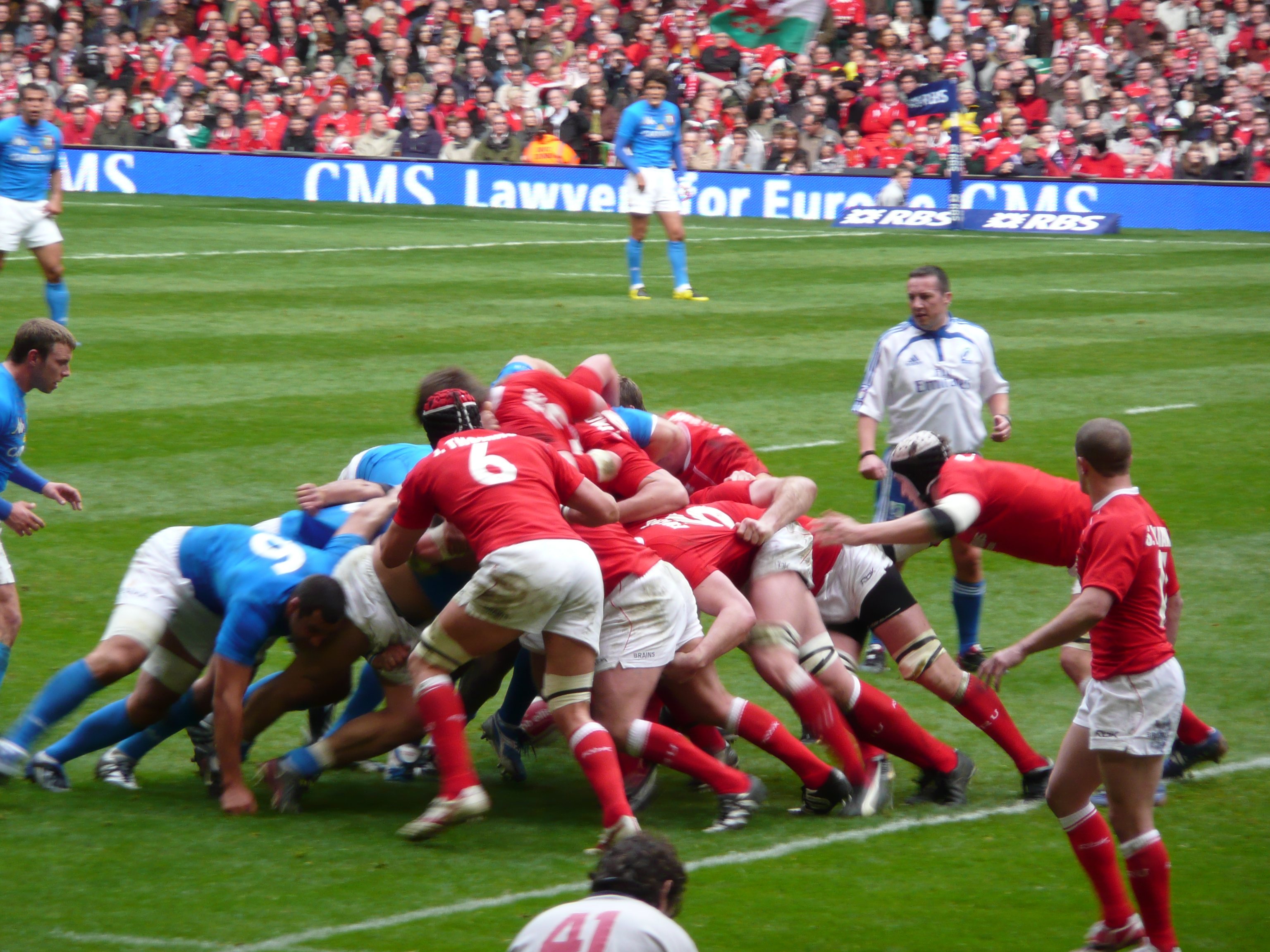
Action de jeu de Galles-Italie

Après une première mi-temps disputée (5 points d'avance pour les Gallois), les Italiens cèdent en seconde mi-temps et font beaucoup de fautes. Les Gallois marquent 4 essais en deuxième période et l'emportent sur le score de 47 à 8.
Composition des équipes
- Pays de Galles[19]
  - Titulaires : 15 Lee Byrne, 14 Mark Jones, 13 Tom Shanklin, 12 Gavin Henson, 11 Shane Williams, 10 Stephen Jones, 9 Dwayne Peel, 8 Ryan Jones (cap.), 7 Martyn Williams, 6 Jonathan Thomas, 5 Ian Evans, 4 Ian Gough, 3 Rhys Thomas, 2 Matthew Rees, 1 Gethin Jenkins.
  - Remplaçants : 16 Huw Bennett, 17 Duncan Jones, 18 Deiniol Jones, 19 Gareth Delve, 20 Mike Phillips, 21 James Hook, 22 Sonny Parker.
  - Entraîneur : Warren Gatland

Six changements dans l'équipe galloise avec les entrées de Gethin Jenkins, Rhys Thomas, Matthew Rees, Mark Jones, Stephen Jones et Dwayne Peel.
- Italie[20]
  - Titulaires : 15 Andrea Marcato, 14 Alberto Sgarbi, 13 Gonzalo Canale, 12 Mirco Bergamasco, 11 Ezio Galon, 10 Andrea Masi, 9 Simon Picone, 8 Sergio Parisse (cap.), 7 Mauro Bergamasco, 6 Josh Sole, 5 Carlo Antonio Del Fava, 4 Santiago Dellapè, 3 Martin Castrogiovanni, 2 Leonardo Ghiraldini, 1 Salvatore Perugini.
  - Remplaçants : 16 Carlo Festuccia, 17 Andrea Lo Cicero, 18 Marco Bortolami, 19 Alessandro Zanni, 20 Pietro Travagli, 21 Paolo Buso, 22 Enrico Patrizio
  - Entraîneur : Nick Mallett

Nick Mallett a fait quatre changements avec la titularisation de Andrea Marcato, Alberto Sgarbi, Simon Picone et Salvatore Perugini.

### Irlande - Écosse
Résultat
| Équipes            | Irlande - Écosse |
| Score              | 34-13 (14-6) |
| Date               | 23 février 2008 |
| Stade              | Croke Park, Dublin |
| Arbitre            | Christophe Berdos |
| Évolution du score | 7-0, 7-3, 14-3, 14-6, 19-6, 22-6, 22-13, 29-13, 34-13                                                                                         |
| Irlande            | 5 essais de Wallace (21e), Kearney (25e), Horan (41e), Bowe (61e, 79e) 3 transformations de O'Gara (22e, 26e, 62e) 1 pénalité de O'Gara (49e) |
| Écosse             | 1 essai de Webster (52e) 1 transformation de Paterson (53e) 2 pénalités de Paterson (24e, 31e)                                                |

Résumé
Domination territoriale des Écossais en première mi-temps, mais les Irlandais sont plus efficaces et mènent 14-6. Les Irlandais dominent la deuxième mi-temps en marquant trois essais supplémentaires.
Composition des équipes
- Irlande
  - Titulaires : 15 Girvan Dempsey, 14 Tommy Bowe, 13 Brian O'Driscoll (cap), 12 Andrew Trimble, 11 Robert Kearney, 10 Ronan O'Gara, 9 Eoin Reddan, 8 Jamie Heaslip, 7 David Wallace, 6 Denis Leamy, 5 Mick O'Driscoll, 4 Donncha O'Callaghan, 3 John Hayes, 2 Bernard Jackman, 1 Marcus Horan.
  - Remplaçants : 16 Rory Best, 17 Tony Buckley, 18 Paul O'Connell, 19 Simon Easterby, 20 Peter Stringer, 21 Paddy Wallace, 22 Shane Horgan
  - Entraîneur : Eddie O'Sullivan
- Écosse[21]
  - Titulaires : 15 Hugo Southwell, 14 Nikki Walker, 13 Simon Webster, 12 Andrew Henderson, 11 Rory Lamont, 10 Chris Paterson, 9 Mike Blair (cap.), 8 Allister Hogg, 7 Kelly Brown, 6 Alasdair Strokosch, 5 Scott MacLeod, 4 Nathan Hines, 3 Euan Murray, 2 Ross Ford, 1 Allan Jacobsen
  - Remplaçants : 16 Fergus Thomson, 17 Gavin Kerr, 18 Jim Hamilton, 19 Ross Rennie, 20 Chris Cusiter, 21 Dan Parks, 22 Nick De Luca
  - Entraîneur : Frank Hadden

### France - Angleterre
Résultat
| Équipes            | France - Angleterre |
| Score              | 13- 24 (7-13) |
| Date               | 23 février 2008 |
| Stade              | Stade de France, Saint-Denis |
| Arbitre            | Steve Walsh |
| Évolution du score | 0-7, 0-10, 7-10, 7-13, 10-13, 10-16, 10-19, 13-19, 13-24                                                                                         |
| France             | 1 essai de Nallet (24e) 1 transformation de Traille (25e) 2 pénalités de Parra (48e), Yachvili (74e)                                             |
| Angleterre         | 2 essais de Sackey (5e), Wigglesworth (79e) 1 transformation de Wilkinson (6e) 3 pénalité de Wilkinson (13e, 28e, 67e) 1 drop de Wilkinson (63e) |

Résumé
Les Anglais dominent la rencontre, marquant un premier essai en début de match par Paul Sackey et un deuxième à la 79e minute par Richard Wigglesworth, Jonny Wilkinson marque 14 points. Les Français ne trouvent la faille dans la défense anglaise qu'à la 24e minute par un essai en force de son capitaine Lionel Nallet. Après avoir battu les Français en demi-finale de la coupe du monde 2007, le XV de la Rose gagne pour la 2e fois consécutive au Stade de France.
Composition des équipes
- France[22]
  - Titulaires : 15 Cédric Heymans, 14 Aurélien Rougerie, 13 David Marty, 12 Damien Traille, 11 Vincent Clerc, 10 François Trinh-Duc, 9 Morgan Parra, 8 Louis Picamoles, 7 Thierry Dusautoir, 6 Julien Bonnaire, 5 Pascal Papé, 4 Lionel Nallet (cap.), 3 Nicolas Mas, 2 Dimitri Szarzewski, 1 Lionel Faure.
  - Remplaçants : 16 William Servat, 17 Jean-Baptiste Poux, 18 Jérôme Thion, 19 Fulgence Ouedraogo, 2O Dimitri Yachvili, 21 David Skrela, 22 Anthony Floch.
  - Entraîneur : Marc Lièvremont

Le pilier Jean-Baptiste Poux et le demi de mêlée Dimitri Yachvili remplacent Julien Brugnaut et Jean-Baptiste Élissalde qui sont blessés. Romain Millo-Chluski était initialement sélectionné, mais il a dû déclarer forfait et être remplacé par Pascal Papé. Jérôme Thion devient remplaçant à la place de Papé.
- Angleterre[25]
  - Titulaires : 15 Iain Balshaw, 14 Paul Sackey, 13 Jamie Noon, 12 Toby Flood, 11 Lesley Vainikolo, 10 Jonny Wilkinson, 9 Richard Wigglesworth, 8 Nick Easter, 7 Michael Lipman, 6 James Haskell, 5 Steve Borthwick, 4 Simon Shaw, 3 Phil Vickery (cap.), 2 Mark Regan, 1 Andrew Sheridan
  - Remplaçants : 16 Lee Mears, 17 Matt Stevens, 18 Ben Kay, 19 Tom Croft, 20 Paul Hodgson, 21 Danny Cipriani, 22 Mathew Tait.
  - Entraîneur : Brian Ashton

## Quatrième journée

### Irlande - Galles
Résultat
| Équipes            | Irlande - Pays de Galles                                                                                     |
| Score              | 12-16 (6-3)                                                                                                  |
| Date               | 8 mars 2008                                                                                                  |
| Stade              | Croke Park, Dublin                                                                                           |
| Arbitre            | Wayne Barnes                                                                                                 |
| Évolution du score | 3-0, 6-0, 6-3, 6-6, 6-13, 9-13, 12-13, 12-16                                                                 |
| Irlande            | 4 pénalités de O'Gara (4e, 18e, 62e, 67e)                                                                    |
| Galles             | 1 essai de S.Williams (51e) 1 transformation de S.Jones (52e) 3 pénalités de S. Jones (26e, 46e), Hook (75e) |

Résumé
Les Gallois remportent leur 4e victoire dans le tournoi, ils marquent le seul essai du match par Shane Williams. Le pays de Galles remporte la triple couronne et tentera de réaliser le Grand Chelem lors de la dernière rencontre contre les Français.
Composition des équipes
- Irlande[26]
  - Titulaires : 15 Rob Kearney, 14 Tommy Bowe, 13 Brian O'Driscoll (cap.), 12 Andrew Trimble, 11 Rob Kearney, 10 Ronan O'Gara, 9 Eoin Reddan, 8 Jamie Heaslip, 7 David Wallace, 6 Denis Leamy, 5 Paul O'Connell, 4 Donncha O'Callaghan, 3 John Hayes, 2 Rory Best, 1 Marcus Horan
  - Remplaçants : 16 Bernard Jackman, 17 Tony Buckley, 18 Mick O'Driscoll, 19 Simon Easterby, 20 Peter Stringer, 21 Paddy Wallace, 22 Shane Horgan
  - Entraîneur : Eddie O'Sullivan

Trois changements dans l'équipe d'Irlande : Paul O'Connell devient titulaire à la place de Mick O'Driscoll, Rory Best remplace Bernard Jackman et Rob Kearney devient no 15 à la place de Geordan Murphy et Girvan Dempsey, qui sont blessés.
- Pays de Galles[27]
  - Titulaires : 15 Lee Byrne, 14 Mark Jones, 13 Tom Shanklin, 12 Gavin Henson, 11 Shane Williams, 10 Stephen Jones, 9 Mike Phillips, 8 Ryan Jones (cap.), 7 Martyn Williams, 6 Jonathan Thomas, 5 Alun Wyn Jones, 4 Ian Gough, 3 Adam Jones, 2 Huw Bennett, 1 Gethin Jenkins
  - Remplaçants : 16 Matthew Rees, 17 Duncan Jones, 18 Ian Evans, 19 Gareth Delve, 20 Dwayne Peel, 21 James Hook, 22 Sonny Parker
  - Entraîneur : Warren Gatland

Quatre changements dans l'équipe galloise avec la titularisation de Mike Phillips, Alun Wyn Jones, Huw Bennett et Adam Jones.

### Écosse - Angleterre
Résultat
| Équipes            | Écosse - Angleterre                                           |
| Score              | 15 - 9 (9 - 3)                                                |
| Date               | 8 mars 2008                                                   |
| Stade              | Murrayfield Stadium, Édimbourg                                |
| Arbitre            | Jonathan Kaplan                                               |
| Évolution du score | 3-0, 3-3, 6-3, 9-3, 12-3, 15-3, 15-6, 15-9                    |
| Écosse             | 5 pénalités de Paterson (8e, 31e, 40 + 1re, 41e), Parks (48e) |
| Angleterre         | 3 pénalités de Wilkinson (27e, 49e, 52e)                      |

Résumé
L'Écosse remporte le match grâce à l'efficacité de sa défense et de ses buteurs Chris Paterson et Dan Parks. Jonny Wilkinson devient le meilleur marqueur de points de l'histoire du Tournoi avec 1 053 points, il succède à Neil Jenkins qui détenait le record avec 1 049 points.
Composition des équipes
- Écosse[29]
  - Titulaires : 15 Hugo Southwell, 14 Rory Lamont, 13 Simon Webster, 12 Graeme Morrison, 11 Nikki Walker, 10 Chris Paterson, 9 Mike Blair, 8 Simon Taylor, 7 Allister Hogg, 6 Alasdair Strokosch, 5 Scott MacLeod, 4 Nathan Hines, 3 Euan Murray, 2 Ross Ford, 1 Allan Jacobsen
  - Remplaçants : 16 Fergus Thomson, 17 Alasdair Dickinson, 18 Craig Smith, 19 Jason White, 20 Kelly Brown, 21 Rory Lawson, 22 Dan Parks
  - Entraîneur : Frank Hadden

Simon Taylor est titularisé à la place de Kelly Brown et Graeme Morrison remplace Andrew Henderson.
- Angleterre[30]
  - Titulaires : 15 Iain Balshaw, 14 Paul Sackey, 13 Jamie Noon, 12 Toby Flood, 11 Lesley Vainikolo, 10 Jonny Wilkinson, 9 Richard Wigglesworth, 8 Nick Easter, 7 Michael Lipman, 6 Tom Croft, 5 Steve Borthwick, 4 Simon Shaw, 3 Phil Vickery (cap.), 2 Lee Mears, 1 Andrew Sheridan
  - Remplaçants : 16 George Chuter, 17 Matt Stevens, 18 Ben Kay, 18 Luke Narraway, 20 Paul Hodgson, 21 Mathew Tait, 22 Charlie Hodgson
  - Entraîneur : Brian Ashton

Danny Cipriani devait remplacer Iain Balshaw comme arrière du XV de la Rose mais il a été exclu de la sélection pour indiscipline (sortie en boîte de nuit pendant la préparation au match). Lee Mears est préféré à Mark Regan et Tom Croft succède à James Haskell.

### France - Italie
Résultat
| Équipes            | France - Italie |
| Score              | 25 - 13 (13 - 6) |
| Date               | 9 mars 2008 |
| Stade              | Stade de France, Saint-Denis |
| Arbitre            | Alan Lewis |
| Évolution du score | 7-0, 7-3, 10-3, 10-6, 13-6, 18-6, 18-13, 25-13                                                                                     |
| France             | 3 essais de Floch (13e), Jauzion (52e), Rougerie (65e) 2 transformations de Yachvili (14e, 65e) 2 pénalités de Yachvili (27e, 36e) |
| Italie             | 1 essai de Castrogiovanni (57e) 1 transformation de Marcato (58e) 2 pénalités de Marcato (18e, 30e)                                |

Résumé
Les Français mènent par 13 à 6 à la mi-temps grâce à un essai marqué par Anthony Floch, mais les Italiens font jeu égal pendant les 40 premières minutes. Les Bleus confortent leur avantage en 2e mi-temps avec deux essais de Yannick Jauzion et Aurélien Rougerie, contre un seul pour les Italiens par leur paquet d'avants emmené par Martin Castrogiovanni. L'équipe de France reste invaincue contre celle d'Italie depuis octobre 1997.
À la suite de ce résultat, la victoire dans le Tournoi se jouera entre les Gallois et les Français lors du dernier match de la compétition.
Composition des équipes
- France[32]
  - Titulaires : 15 Anthony Floch, 14 Aurélien Rougerie, 13 Yann David, 12 Yannick Jauzion, 11 Julien Malzieu, 10 François Trinh-Duc, 9 Dimitri Yachvili, 8 Louis Picamoles, 7 Fulgence Ouedraogo, 6 Ibrahim Diarra, 5 Jérôme Thion, 4 Lionel Nallet (cap.), 3 Nicolas Mas, 2 Dimitri Szarzewski, 1 Fabien Barcella
  - Remplaçants : 16 Guilhem Guirado, 17 Jean-Baptiste Poux, 18 Arnaud Mela, 19 Julien Bonnaire, 20 Julien Tomas, 21 Damien Traille, 22 Vincent Clerc
  - Entraîneur : Marc Lièvremont

Trois nouveaux joueurs débutent dans l'équipe de France comme titulaires: Fabien Barcella, Ibrahim Diarra et Yann David.
- Italie[33]
  - Titulaires : 15 Andrea Marcato, 14 Kaine Robertson, 13 Gonzalo Canale, 12 Mirco Bergamasco, 11 Ezio Galon, 10 Andrea Masi, 9 Simon Picone, 8 Sergio Parisse (cap.), 7 Alessandro Zanni, 6 Josh Sole, 5 Marco Bortolami, 4 Carlo Antonio Del Fava, 3 Martin Castrogiovanni, 2 Leonardo Ghiraldini, 1 Andrea Lo Cicero
  - Remplaçants : 16 Fabio Ongaro, 17 Carlos Nieto, 18 Salvatore Perugini, 19 Jacobus Erasmus, 20 Pietro Travagli, 21 Enrico Patrizio, 22 Alberto Sgarbi
  - Entraîneur : Nick Mallett

Quatre changements dans l'équipe italienne avec la titularisation de Marco Bortolami, Kaine Robertson, Andrea Lo Cicero et Alessandro Zanni. Ce dernier remplace  Mauro Bergamasco qui est suspendu.

## Cinquième journée

### Italie - Écosse
Résultat
| Équipes            | Italie - Écosse |
| Score              | 23-20 (10-17) |
| Date               | 15 mars 2008 |
| Stade              | Stade Flaminio de Rome |
| Arbitre            | Nigel Owens |
| Évolution du score | 7-0, 7-7, 7-10, 10-10, 10-17, 17-17, 20-17, 20-20, 23-20                                                                                             |
| Italie             | 1 essai de pénalité (12e), 1 essai de Canale (59e) 2 transformations de Marcato (13e, 60e) 2 pénalités de Marcato (37e, 70e) 1 drop de Marcato (79e) |
| Écosse             | 2 essais de Hogg (21e), Blair (40e) 2 transformations de Paterson (21e, 40e) 2 pénalités de Parks (25e), Paterson (72e)                              |

Résumé
L'équipe d'Italie doit gagner ce match par au moins cinq points d'écart pour éviter la dernière place du tournoi. La première mi-temps est à l'avantage des Écossais qui marquent deux essais, contre un seul pour les Italiens. Les Italiens refont leur retard en deuxième mi-temps en marquant un deuxième essai puis remportent la rencontre grâce à un drop réussi par Andrea Marcato à la 79e minute. L'équipe d'Italie gagne ainsi son premier match et évite la cuillère de bois, elle termine cependant dernière à cause d'une différence de points inférieure à celle de l'équipe d'Écosse.
Composition des équipes
- Italie[34]
  - Titulaires : 15 Andrea Marcato, 14 Kaine Robertson, 13 Gonzalo Canale, 12 Mirco Bergamasco, 11 Ezio Galon, 10 Andrea Masi, 9 Simon Picone, 8 Sergio Parisse (cap.), 7 Alessandro Zanni, 6 Josh Sole, 5 Marco Bortolami, 4 Carlo Antonio Del Fava, 3 Martin Castrogiovanni, 2 Leonardo Ghiraldini, 1 Andrea Lo Cicero
  - Remplaçants : 16 Fabio Ongaro, 17 Salvatore Perugini, 18 Carlos Nieto, 19 Jacobus Erasmus, 20 Pietro Travagli, 21 Enrico Patrizio, 22 Alberto Sgarbi
  - Entraîneur : Nick Mallett

L'équipe d'Italie est inchangée par rapport à celle qui a disputé le match contre l'équipe de France.
- Écosse[35]
  - Titulaires : 15 Hugo Southwell, 14 Simon Danielli, 13 Simon Webster, 12 Graeme Morrison, 11 Nikki Walker, 10 Chris Paterson, 9 Mike Blair (cap.), 8 Simon Taylor, 7 Allister Hogg, 6 Alasdair Strokosch, 5 Scott MacLeod, 4 Nathan Hines, 3 Euan Murray, 2 Fergus Thomson, 1 Allan Jacobsen
  - Remplaçants : 16 Scott Lawson, 17 Alasdair Dickinson, 18 Craig Smith, 19 Jason White, 20 Kelly Brown, 21 Rory Lawson, 22 Dan Parks
  - Entraîneur : Frank Hadden

Simon Danielli remplace Rory Lamont au poste de trois quart aile, Fergus Thomson débute au poste de talonneur.

### Angleterre - Irlande
Résultat
| Équipes            | Angleterre - Irlande |
| Score              | 33 - 10 (13-10) |
| Date               | 15 mars 2008 |
| Stade              | Stade de Twickenham, Londres |
| Arbitre            | Stuart Dickinson |
| Évolution du score | 0-7, 0-10, 3-10, 10-10, 13-10, 16-10, 23-10, 30-10, 33-10                                                                                   |
| Angleterre         | 3 essais de Sackey (19e), Tait (57e), Noon (69e) 3 transformations de Cipriani (20e, 58e, 70e) 4 pénalités de Cipriani (12e, 30e, 45e, 74e) |
| Irlande            | 1 essai de Kearney (4e) 1 transformation de O'Gara (5e) 1 pénalité de O'Gara (7e)                                                           |

Résumé
Le match est équilibré en première mi-temps avec un léger avantage aux Anglais qui ménent 13-10. Le XV de la rose prend nettement l'avantage en seconde mi-temps et l'emporte par 33 à 10. L'Irlande n'a pas marqué de point après la 7e minute.
Composition des équipes
- Angleterre[36]
  - Titulaires : 15 Iain Balshaw, 14 Paul Sackey, 13 Jamie Noon, 12 Toby Flood, 11 Lesley Vainikolo, 10 Danny Cipriani, 9 Richard Wigglesworth, 8 Nick Easter, 7 Michael Lipman, 6 Tom Croft, 5 Steve Borthwick, 4 Simon Shaw, 3 Phil Vickery (cap.), 2 Lee Mears, 1 Andrew Sheridan.
  - Remplaçants : 16 George Chuter, 17 Matt Stevens, 18 Ben Kay, 19 James Haskell, 20 Paul Hodgson, 21 Jonny Wilkinson, 22 Mathew Tait
  - Entraîneur : Brian Ashton

Un seul changement parmi les titulaires, Danny Cipriani remplace Jonny Wilkinson au poste de demi d'ouverture.
- Irlande
  - Titulaires : 15 Geordan Murphy, 14 Tommy Bowe, 13 Andrew Trimble, 12 Shane Horgan, 11 Rob Kearney, 10 Ronan O'Gara (cap.), 9 Eoin Reddan, 8 Jamie Heaslip, 7 David Wallace, 6 Denis Leamy, 5 Paul O'Connell, 4 Donncha O'Callaghan, 3 John Hayes, 2 Rory Best, 1 Marcus Horan
  - Remplaçants : 16 Bernard Jackman, 17 Tony Buckley, 18 Mick O'Driscoll, 19 Simon Easterby, 20 Peter Stringer, 21 Paddy Wallace, 22 Luke Fitzgerald.
  - Entraîneur : Eddie O'Sullivan

Shane Horgan est titulaire au poste de trois quart centre à la place de Brian O'Driscoll qui est blessé. Geordan Murphy fait sa rentrée au poste d'arrière.

### Galles - France
Résultat
| Équipes            | Pays de Galles - France |
| Score              | 29 - 12 (9-6) |
| Date               | 15 mars 2008 |
| Stade              | Millennium Stadium, Cardiff |
| Arbitre            | Marius Jonker |
| Évolution du score | 3-0, 6-0, 6-3, 9-3, 9-6, 9-9, 16-9, 19-9, 19-12, 22-12, 29-12                                                                                  |
| Galles             | 2 essais de S.Williams (60e), M.Williams (76e) 2 transformation de S.Jones (61e, 77e) 5 pénalités de Hook (7e, 18e, 22e) et S.Jones (64e, 73e) |
| France             | 4 pénalités de Élissalde (20e, 40 + 1re, 47e) et Yachvili (71e)                                                                                |

Résumé
La victoire dans le Tournoi se joue entre les Gallois et les Français lors de ce dernier match du Tournoi. Les Français doivent gagner à Cardiff par au moins 20 points d'écart pour terminer en tête du classement ou battre les Gallois à la différence de points en gagnant par 19 points d'avance et en marquant plus d'essais que leurs adversaires. Avant ce match, l'équipe de France a remporté les cinq dernières confrontations France-Galles au Millennium Stadium.
Les défenses prennent l'avantage sur les attaques en première mi-temps, les Gallois mènent par 9-6 grâce à trois pénalités de James Hook contre deux de Jean-Baptiste Élissalde. Les Gallois dominent la seconde mi-temps, marquant deux essais par Shane Williams et Martyn Williams.
Le pays de Galles remporte le Tournoi en réalisant le Grand Chelem, le 10e de son histoire.
À noter que pour ce match, le stade accueille 74609 spectateurs, établissant son record d'affluence
Composition des équipes
- Pays de Galles[38]
  - Titulaires : 15 Lee Byrne, 14 Mark Jones, 13 Tom Shanklin, 12 Gavin Henson, 11 Shane Williams, 10 James Hook, 9 Mike Phillips 8 Ryan Jones (cap.), 7 Martyn Williams, 6 Jonathan Thomas, 5 Alun Wyn Jones, 4 Ian Gough, 3 Adam Jones, 2 Huw Bennett, 1 Gethin Jenkins
  - Remplaçants : 16 Matthew Rees, 17 Duncan Jones, 18 Ian Evans, 19 Gareth Delve, 20 Dwayne Peel, 21 Stephen Jones, 22 Sonny Parker.
  - Entraîneur : Warren Gatland

Stephen Jones remplace James Hook au poste de demi d'ouverture. Huw Bennett rentre au poste de talonneur.
- France[39]
  - Titulaires : 15 Anthony Floch, 14 Vincent Clerc, 13 Yannick Jauzion, 12 Damien Traille, 11 Julien Malzieu, 10 David Skrela, 9 Jean-Baptiste Élissalde, 8 Julien Bonnaire, 7 Fulgence Ouedraogo, 6 Thierry Dusautoir, 5 Jérôme Thion, 4 Lionel Nallet (cap.), 3 Nicolas Mas, 2 Dimitri Szarzewski, 1 Fabien Barcella.
  - Remplaçants : 16 William Servat, 17 Jean-Baptiste Poux, 18 Arnaud Méla, 19 Elvis Vermeulen, 20 Dimitri Yachvili, 21 François Trinh-Duc, 22 Cédric Heymans.
  - Entraîneur : Marc Lièvremont